# Otto Klüber
Otto Klüber (* 19. Januar 1895 in Ullersdorf, Landkreis Landeshut; † 27. August 1953) war ein deutscher Konteradmiral der Kriegsmarine.

## Leben
Otto Klüber trat am 1. April 1913 in die Kaiserliche Marine ein. Später war er bis September 1914 als Kompanieoffizier bei der VIII. Seewehr-Abteilung und kam dann bis Oktober 1914 als Fähnrich zur See auf die Helgoland. Anschließend war er als Wachoffizier auf unterschiedlichen Torpedobooten (T 157, G 37 und V 43) eingesetzt. Am 18. September 1915 folgte seine Ernennung zum Leutnant zur See.
Nach dem Krieg wurde er in die Reichsmarine übernommen und hier am 7. Januar 1920 zum Oberleutnant zur See befördert. Am 1. Oktober 1924 wurde er Kapitänleutnant und war 1931 Admiralstabsoffizier beim Befehlshaber der Aufklärungsstreitkräfte in Kiel.
In der Kriegsmarine würde er am 1. Oktober 1936 Fregattenkapitän und war als Admiralstabsoffizier bei der Flotte. Von Ende November 1938 bis Anfang August 1940 war er Kommandant der Nürnberg. Die Nürnberg kam unter seinem Kommando beim Überfall auf Polen im September/Oktober 1939 zum Einsatz. Anschließend wurde er bis August 1942 Chef des Stabes des Marinegruppenkommandos Nord. Am 20. November 1941 erhielt er in der ersten Verleihungsrunde der Kriegsmarine das neu gestiftete Deutsche Kreuz in Gold verliehen. Am 1. April 1942 wurde er in dieser Position zum Konteradmiral befördert. Von September 1942 bis zur Reduzierung der Stabsstellen der Dienststelle im März 1944 war er Admiral Nordmeer. Bis April 1945 war er Chef der Amtsgruppe AWa C im OKM. Er erhielt ein Kommando als Inspekteur der Marineartillerie-Arsenal-Inspektion, konnte aber den Posten nicht mehr antreten.